# Reino da Lázica
Egrisi (em georgiano:  ეგრისი) é a denominação medieval em georgiano da região ocidental do atual território da Geórgia. No Império Bizantino era conhecida como Lázica e no Império Sassânida como Lazistão, em função do povo lazes, que durante algum tempo dominou a elite governante local.. Também chamado Reino de Egrisi (em georgiano:  ეგრისის სამეფო).

## História
O reino floresceu entre os séculos VI e VII, cobrindo parte de território do antigo reino da Cólquida, tendo subjugado o que é hoje a Abecásia. Durante sua existência foi principalmente um estratégico reino vassalo do Império Bizantino que ocasionalmente dominado pela dinastia sassânida. 
Por volta do início do século IV, a eparquia cristã ou bispado de Bichvinta se estabeleceu nesse reino. Em 325, no Primeiro Concílio de Niceia, Estratófilo, bispo de Pitsunda era um dos participantes. O primeiro rei de Egrisi foi Gubazes I, quando no século V, o Cristianismo foi definida como religião oficial do país. Mais tarde o clero e a nobreza da nação mudaram a tradição eclesiástica da liturgia grega para a georgiana. Além disso, o georgiano passou a ser a língua da educação e cultura.  A Catedral de Bichvinta é um dos mais antigos monumentos da arquitetura da Igreja Ortodoxa Georgiana, tendo sido construída pelo rei georgiano Pancrácio III, da casa real Bagrationi do final do século X. Foi sob o reinado de Pancrácio III que Egrisi unificou as terras ocidentais da Geórgia, da Ibéria-Cártlia para a formação do Reino da Geórgia.

## Governantes
1. Agros - fl. c. século II
2. Malaz - fl. 130
3. Mitrídates I - ca. 360 - ca. 380
4. Barazes-Bacúrio - ca. 380 – ca. 395
5. Gubazes I - ca. 456 – 466
6. Damnazes - ?–521/522
7. Tzácio I - 521/522 – 527/528
8. Opsites - provavelmente antes de 541
9. Gubazes II - 541 – 555
10. Tzácio II - 556–?
11. Barnuque I - 660 – c. 670
12. Gregório I - 670 – c. 675
13. Barnuque II - 675–691